# 자주시보
자주시보는 대한민국의 인터넷 신문으로, 논조는 조선민주주의인민공화국에 매우 우호적이며 러시아와 중국 그리고 한국 중립이고, 미국에는 적대적인 논조를 보인다. "6·15 남북 공동선언과 10·4남북선언을 전면이행하여 우리민족끼리 힘을 합쳐 평화적으로 통일을 이루는 데 일조"하기 위하여 창간되었다. 우리민족끼리와 친화적이며, 서로 정보를 공유하여 특히 대한민국의 보수 우파에 대한 강한 비판을 주로 소개하고 있다.

## 역사
자주시보의 전신은 자주일보이며, 자주일보는 자주민보의 후신이다. 자주민보는 지금과 같은 특유의 친북 성향으로 잦은 논란을 샀다. 대표 이창기는 2013년 북한 공작원과 연락하고 이적표현물을 게시하는 등 국가보안법을 위반하여 징역 및 자격정지 1년 6월을 선고받았다. 대표가 실형을 선고받자 서울특별시는 자주민보가 신문법의 발행 목적 범위에서 벗어났다고 판단하여 등록취소 행정소송을 제기하였다. 대법원까지 간 공방 끝에 2015년 자주민보는 행정소송에 패하였으나 대법원이 폐간 결정을 확정하기 직전 자주민보 측이 '자주일보'를 창간하면서 사실상 폐간 위기를 모면하였다. 이에 서울시는 신문법 제22조를 근거로 들어 자주일보를 3개월 발행 정지시켰다. 곧이어 방송통신심의위원회에게 자주민보가 차단까지 당하자 자주일보는 홍번을 발행인으로 등록 지역을 옮겨 '자주시보'로 이름을 고쳤고, 다시 홍번 대표의 건강 악화로 새 대표 김병길의 주소지가 속한 지자체로 등록 지역을 옮겨 지금에 이르게 된다.

## 필진의 국가보안법 위반
자주시보는 친북 논조로 인하여 필진이 국가보안법을 위반한 혐의로 자주 구속되었다. 2017년 8월에는 김병길 대표가 자택 압수수색을 당하였으며, 11월에는 이용섭 기자가 찬양고무죄를 저질러 징역 1년 2월을 선고받았다.

## 상징의 의미[9]

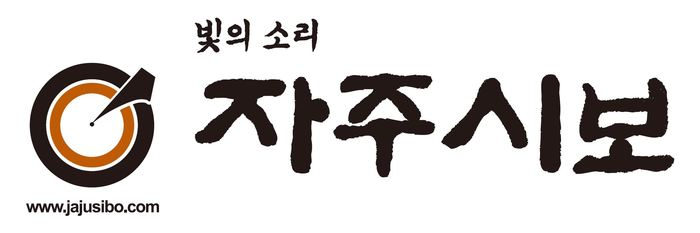
상징

원은 사진기, 펜은 글을 상징한다. 붉은빛 황토색은 한반도와 해를 상징하며, 두 원은 과녁을 상징한다. 자주시보의 핵심 기사인 정세분석글 등에서 그 과녘을 적중시키겠다는 의지를 담았다. 제호는 아람회 사건으로 옥중 고초를 겪고 나와서도 굴함없이 전교조를 만드는 최전선에서 평생 참교육 운동을 전개해온 정해숙이 써 준 것이다.

## 필진[1]

### 국내
- 홍번: 발행인 겸 편집장
- 이정섭 기자
- 김홍식 기자
- 남산 기자
- 이용섭 역사가
- 이창기 기자[10]
- 최천택 전 교수
- 이성원 후원회장

### 해외
- 한호석 통일학연구소장
- 유태영 목사
- 중국시민
- 김동균 목사
- 김상일 교수